# Казола Валсенио
Ка̀зола Валсѐнио (на италиански: Casola Valsenio, на местен диалект Chèsla, Кезъла) е малко градче и община в Северна Италия, провинция Равена, регион Емилия-Романя. Разположена е на 195 m надморска височина. Населението на общината е 2692 души (към 2013 г.).